# 801
Cette page concerne l'année 801  du calendrier julien. Pour l'année 801 av. J.-C., voir 801 av. J.-C.
L'année 801 est une année commune qui commence un vendredi.

## Événements
- 3 avril : reddition de Barcelone (selon Ermold le Noir)[1]. Une armée envoyée par Louis le Pieux, roi d’Aquitaine (fils de Charlemagne) et commandée par Guillaume de Gellone, comte de Toulouse, et cousin de Charlemagne, composée essentiellement d’hispaniques émigrés dirigés par le Goth Bera Ier, met le siège devant Barcelone en Catalogne (prise en 803 selon la chronique de Moissac). Bera Ier devient comte de Barcelone[2].
- 24 avril : Charlemagne quitte Rome pour Spolète, Ravenne et Pavie[3].
- Printemps : 
  - Charlemagne envoie son fils Pépin d'Italie à la tête d'une expédition contre le duc Grimoald III de Bénévent (801-802). Pépin assiège et prend Chieti, dans les Abruzzes. La ville est incendiée[4].
  - Une statue équestre en bronze de Théodoric est ramenée de Ravenne à Aix-la-Chapelle, ainsi que des colonnes de marbre et des mosaïques, principalement prises au palais de Théodoric[5].
- 30 avril : tremblement de terre en Italie. La basilique Saint-Pierre est endommagée[3].
- 17-24 juin : Charlemagne quitte Verceil pour Ivrée avant de passer les Alpes. Il reçoit les ambassadeurs du calife Haroun ar-Rachid et de l'émir d'Ifriqiya Ibrahim ibn al-Aghlab[6].
- Octobre, Porto Venere : le Juif Isaac rentre seul d’une ambassade auprès du calife Haroun ar-Rachid car les négociateurs francs sont morts en cours de route. Il passe l'hiver à Verceil avant de repartir par Aix-la-Chapelle au printemps 802[3].

- Début du règne de Mahinda III, roi de Ceylan (fin en 804)[7].

## Naissances en 801
- 17 juin : Drogon de Metz, fils illégitime de Charlemagne.
- 8 septembre : Anschaire de Brême (Oscar ou Ansgarius), évangélisateur des Scandinaves.
- al-Kindi, philosophe et savant arabe, surnommé le « philosophe des Arabes », à Bagdad.

## Décès en 801
- Rabia al Adawiyya, mystique soufie. Ancienne courtisane joueuse de flûte, convertie et repentie, elle vit en recluse à Bassora et compose des poèmes.